# Vojtech Andrášik
Vojtech Andrášik, maďarsky Béla Andrásik (6. srpna 1913 Rimavská Sobota – ?) byl slovenský fotbalista maďarské národnosti, brankář.

## Fotbalová kariéra
V československé lize hrál za SK Židenice. V Židenicích byl náhradníkem brankáře Burkerta, považovaného za druhého nejlepšího brankáře v Československu koncem třicátých let, a který byl zároveň náhradníkem Františka Pláničky na mistrovství světa 1938 ve Francii. Za Židenice odehrál dvojzápas Středoevropského poháru proti Ferencvárosu, 26. června 1938 v Brně zvítězily Židenice nad obhájcem titulu senzačně 3:1 a 3. července 1938 v Budapešti Židenice prohrály 0:3. V československé lize nastoupil v 15 utkáních.
Smlouvu s FC Porto podepsal v únoru 1940 a do sestavy byl zařazem po měsíční pauze zapříčiněné administrativními průtahy portugalského fotbalového svazu sídlícího v hlavním městě, které se podařilo vyřešit až po důležitém utkání s Benfikou. Andrášik debutoval v dresu Porta v utkání 11. kola proti Leixoes (31. březen 1940) které Porto vyhrálo 3:0. Okamžitě se dokázal zařadit mezi opory svého klubu a pod vedením maďarského trenéra Sisky se mu v rozběhnuté sezoně 1939–40 podařilo vyhrát portugalský titul. V následujících sezonách se mu už tento úspěch zopakovat nepodařilo. Kariéru v Portugalsku ukončilo jeho záhadné zmizení v lednu 1943. Později vyšlo najevo, že byl agentem v protinacistickém odboji, za Salazarovského režimu mu hrozily vážné postihy a proto na konci války za záhadných okolností emigroval – pravděpodobně do Spojených států amerických, kde jeho stopa končí. Za FC Porto odchytal 51 utkání v portugalské lize.

## Ligová bilance
| Ročník              | Zápasy | Góly | Klub        |
| ------------------- | ------ | ---- | ----------- |
| 1936/37             | 9      | 0    | SK Židenice |
| 1937/38             | 5      | 0    | SK Židenice |
| Státní liga 1938/39 | 1      | 0    | SK Židenice |
| 1939/40             | 8      | 0    | FC Porto    |
| 1940/41             | -      | 0    | FC Porto    |
| 1941/42             | -      | 0    | FC Porto    |
| 1942/43             | -      | 0    | FC Porto    |
| CELKEM              | 66     | 0    |             |